# Csedzsu (tartomány)
Csedzsu független igazgatású tartomány (hangul: 제주특별자치도, Csedzsu thukpjol csacshido, handzsa: 濟州特別自治道, RR: Jeju teukbyeol jachido) Dél-Korea legkisebb tartománya, székhelye Csedzsu (Jeju) város.

## Közigazgatása
- Csedzsu (Jeju) (제주시; 濟州市)
- Szogüpho (Seogwipo) (서귀포시; 西歸浦市)